# Begonia manicata
Begonia manicata là một loài thực vật có hoa trong họ Thu hải đường. Loài này được Brongn. mô tả khoa học đầu tiên năm 1842.

## Hình ảnh

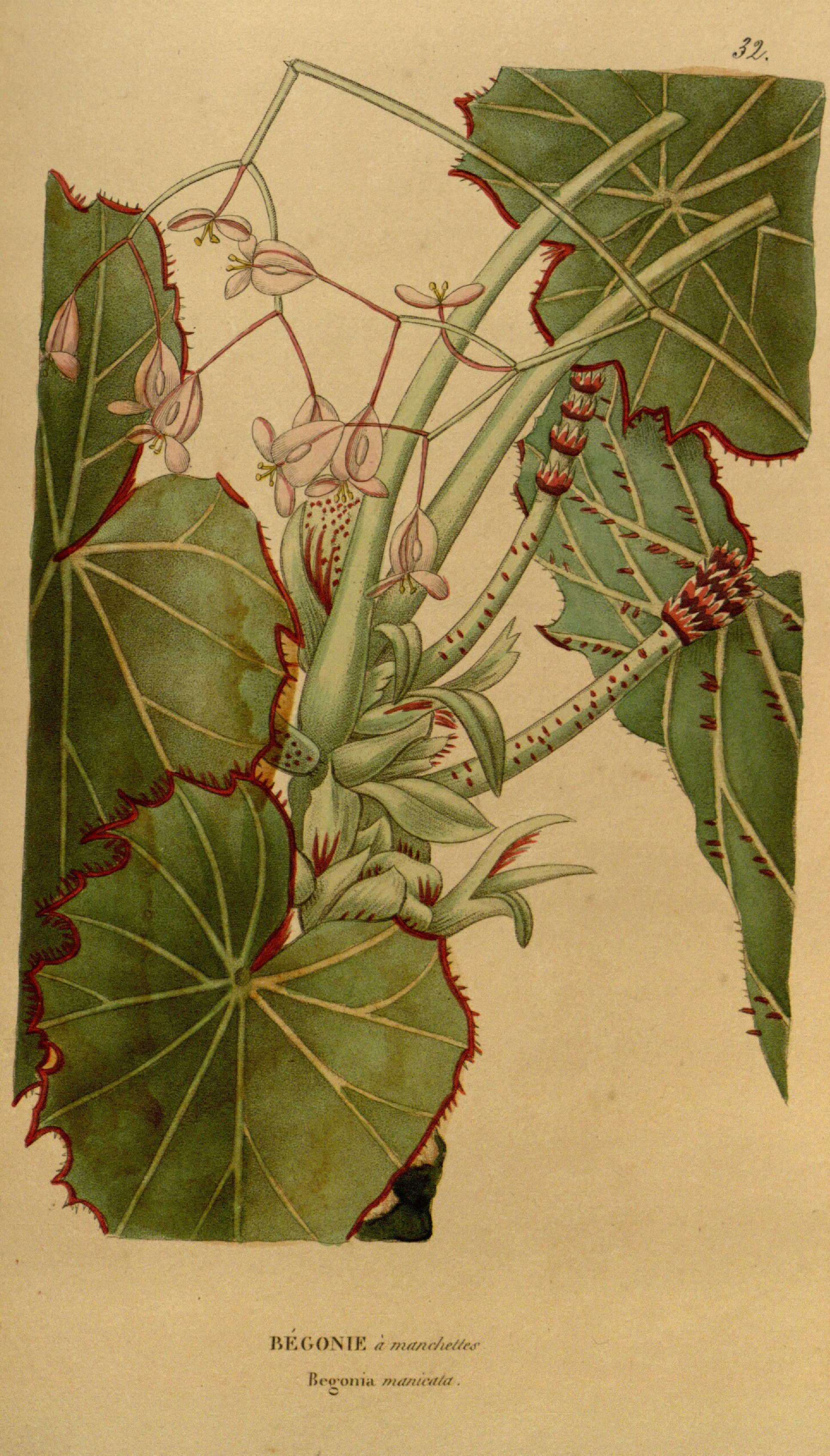
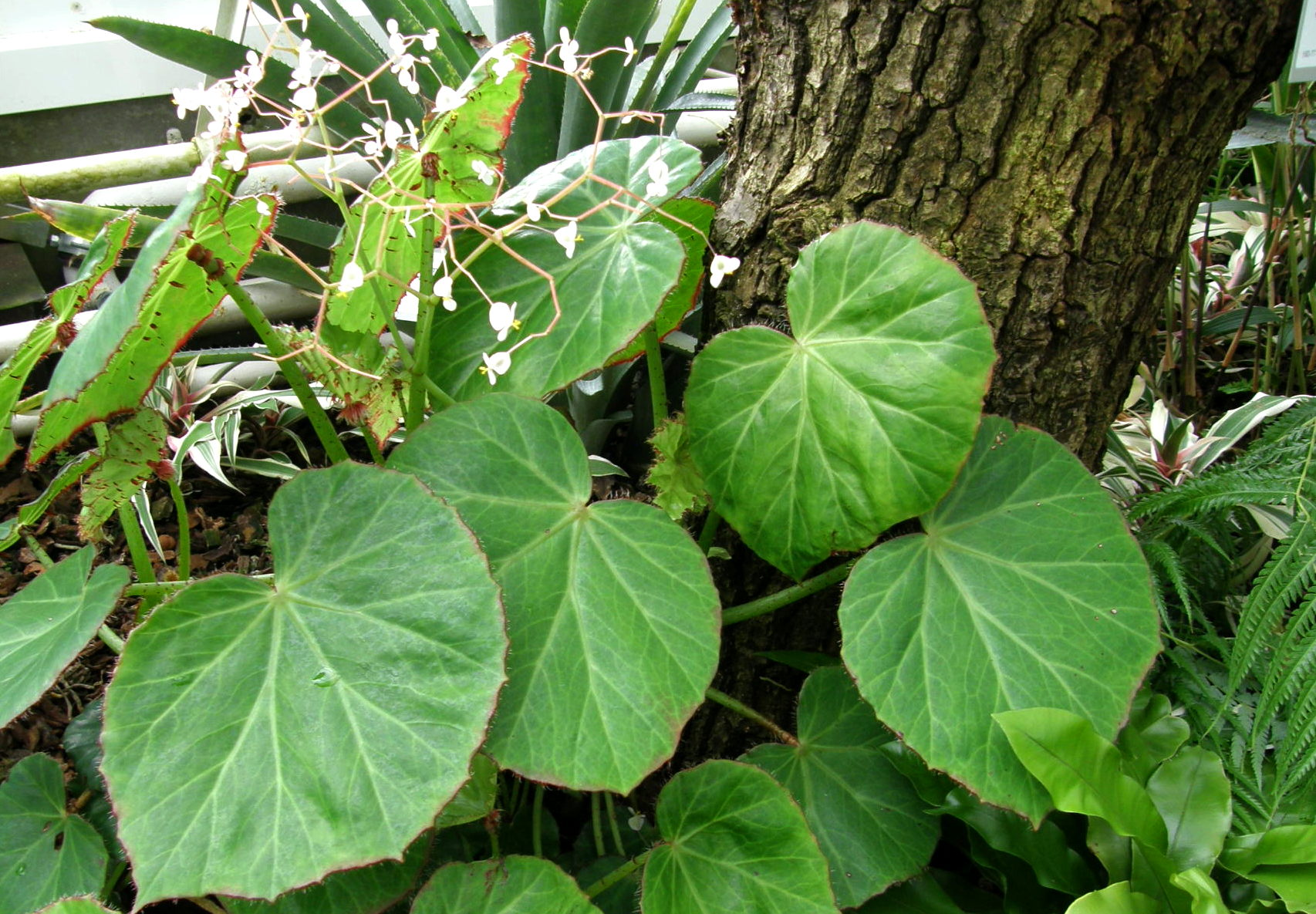
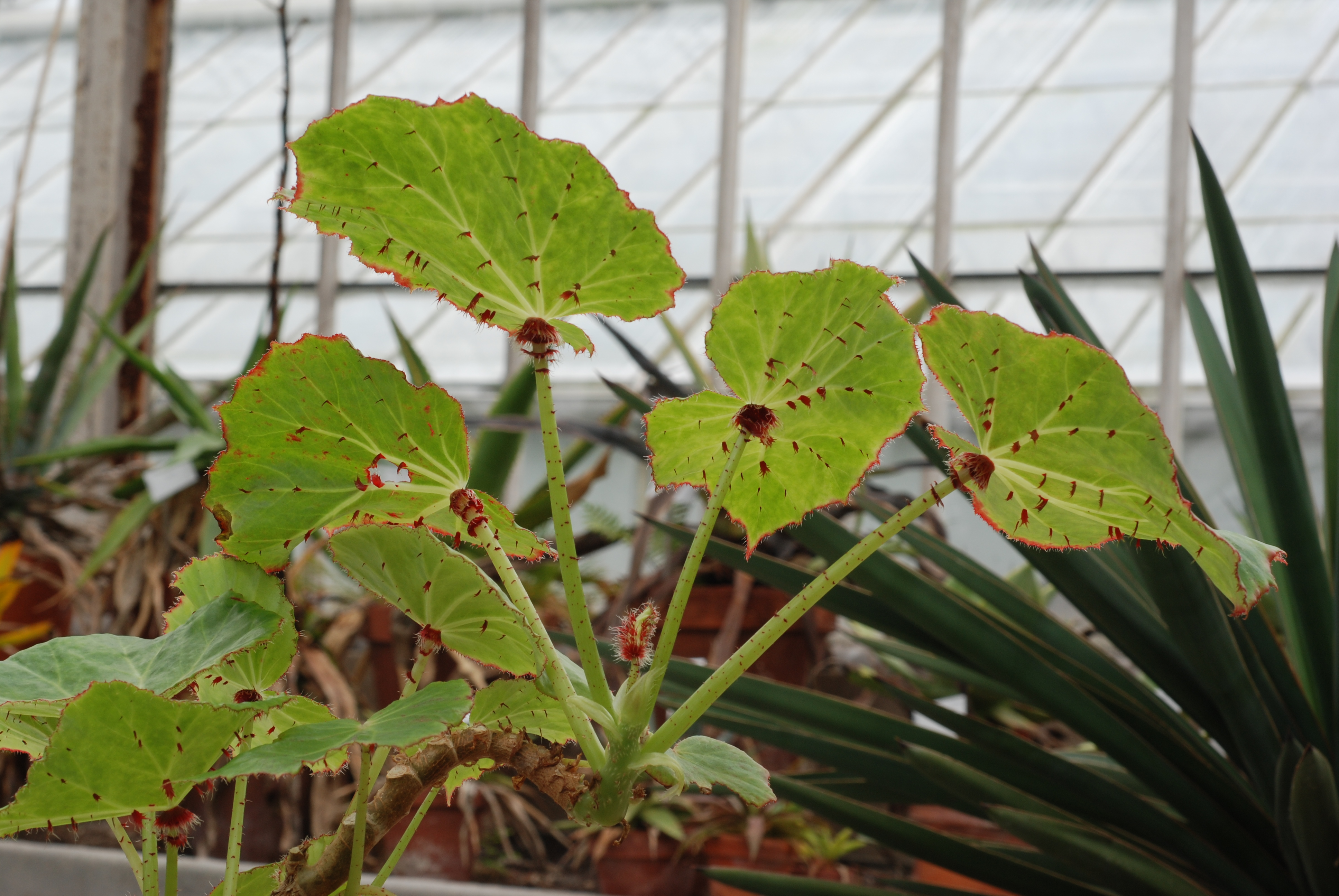
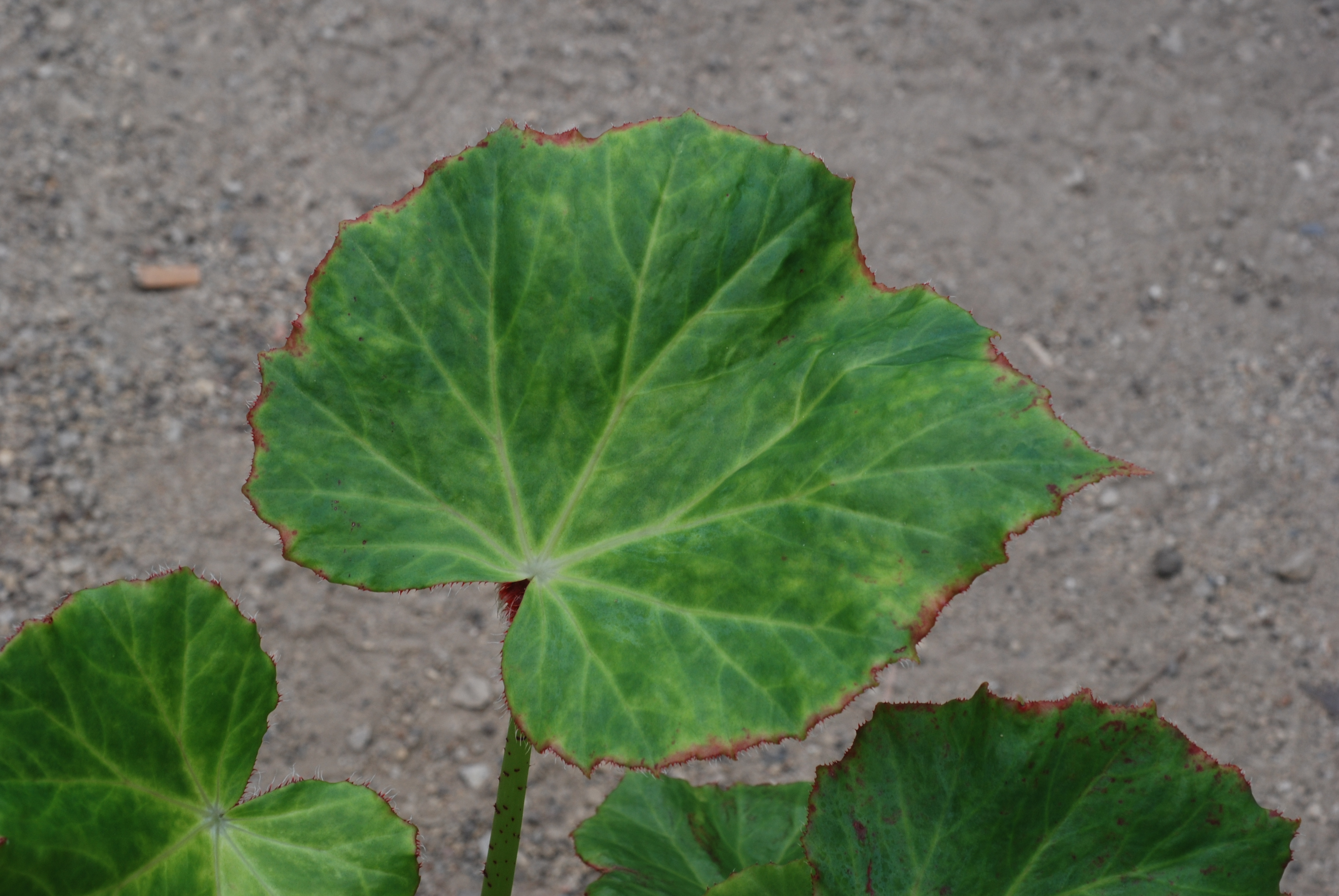